# Mala Danyliwka
Mala Danyliwka (ukrainisch Мала Данилівка; russisch Малая Даниловка Malaja Danilowka) ist eine Siedlung städtischen Typs in der Ukraine mit etwa 8200 Einwohnern (2019).

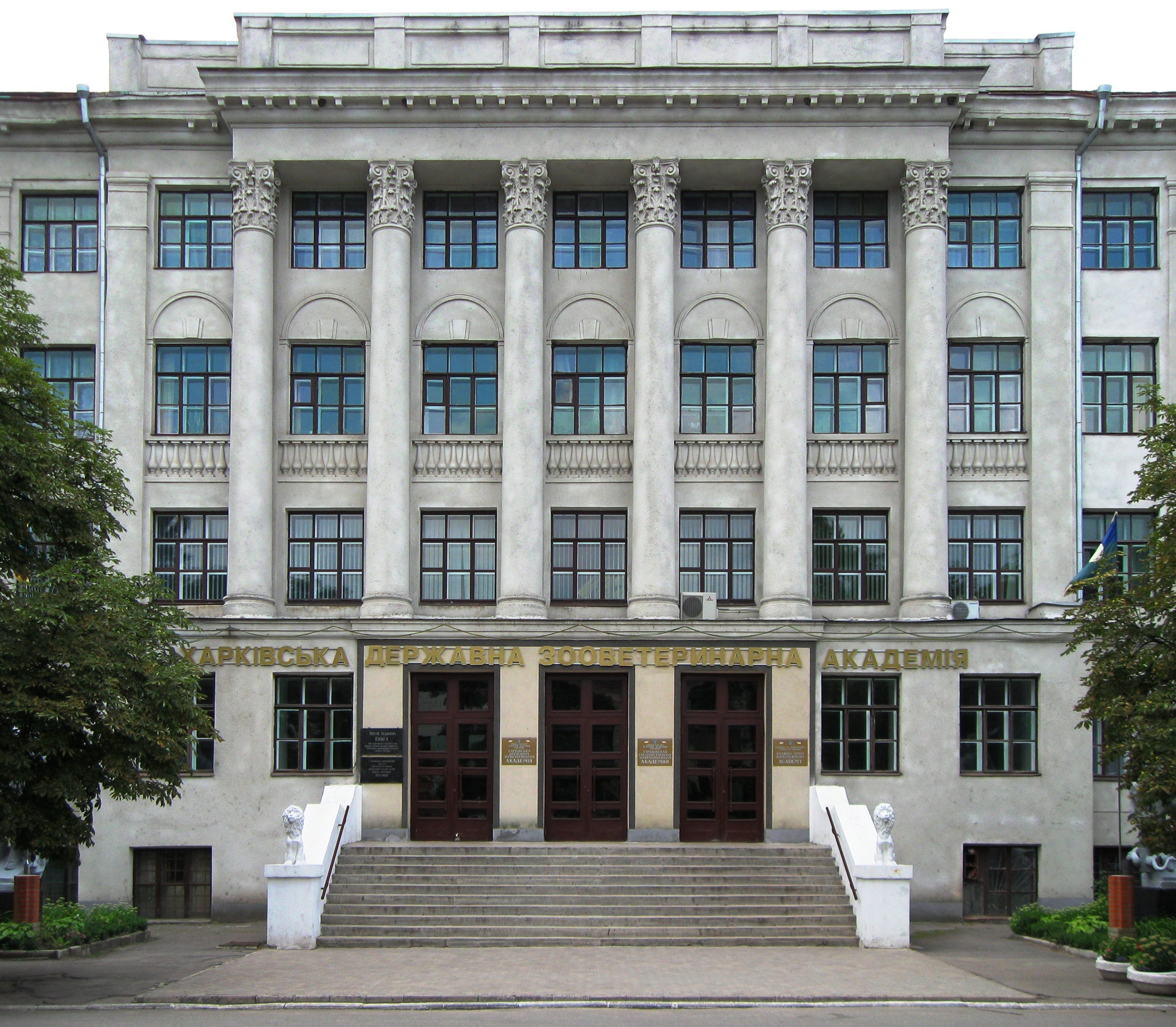
Gebäude der Staatlichen Veterinärakademie Charkiw in Mala Danyliwka

Mala Danyliwka wurde 1714 gegründet und erhielt 1958 den Status einer Siedlung städtischen Typs.

## Geographie
Mala Danyliwka liegt am Ufer des Lopan, ein 93 km langer, linker Nebenfluss der Udy und an der Charkiwer Ringautobahn, der Fernstraße M 03 10 km nordwestlich des Zentrums von Charkiw und 7 km südöstlich vom ehemaligen Rajonzentrum Derhatschi. Durch die Ortschaft verläuft die Territorialstraße T–21–03.

## Verwaltungsgliederung
Am 12. Juli 2017 wurde die Siedlung zum Zentrum der neugegründeten Siedlungsgemeinde Mala Danyliwka (Малоданилівська селищна громада/Malodanyliwska selyschtschna hromada). Zu dieser zählen auch die 5 in der untenstehenden Tabelle aufgelisteten Dörfer und die Ansiedlung Lisne, bis dahin bildete es zusammen mit den Dörfern Karawan, Luschok, Sajtschenky und Tschajkiwka die gleichnamige Siedlungratsgemeinde Mala Danyliwka (Малоданилівська селищна рада/Malodanyliwska selyschtschna rada) im Süden des Rajons Derhatschi.
Am 17. Juli 2020 kam es im Zuge einer großen Rajonsreform zum Anschluss des Rajonsgebietes an den Rajon Charkiw.
Bis Anfang der 2000er gehörte auch die Ansiedlung Instytutske (ukrainisch Інститутське, nordwestlich des Ortsgebietes) zur Landratsgemeinde.
Folgende Orte sind neben dem Hauptort Mala Danyliwka Teil der Gemeinde:
| Name                     | Name             | Name                                         |
| ukrainisch transkribiert | ukrainisch       | russisch                                     |
| ------------------------ | ---------------- | -------------------------------------------- |
| Karawan                  | Караван          | Караван                                      |
| Lisne                    | Лісне            | Лесное (Lesnoje)                             |
| Luschok                  | Лужок            | Лужок                                        |
| Sajtschenky              | Зайченки         | Зайченки (Saitschenki)                       |
| Tschajkiwka              | Чайківка         | Чайковка (Tschaikowka)                       |
| Tscherkaska Losowa       | Черкаська Лозова | Черкасская Лозовая (Tscherkasskaja Losowaja) |